# Théodore Vienne
Théodore Vienne, né à Roubaix le 29 juillet 1864 et mort à Paris le 1er mars 1921, est un industriel du textile français, mécène et organisateur sportif pour le cyclisme et la boxe, journaliste sportif.

## Repères biographiques
Cofondateur du vélodrome de Roubaix en 1895 avec M. Perez (le conseil d'administration comprend également le journaliste Paul Rousseau), il met sur pied plusieurs courses cyclistes ainsi que des combats d'animaux. Il contribue également, avec Victor Breyer et Paul Rousseau notamment, à la création de la course cycliste Paris-Roubaix en 1896. 
Directeur puis propriétaire de la grande roue de Paris, il fonde en 1907, avec Robert Coquelle et Victor Breyer, le Wonderland français. Il organise les premiers matchs de boxe anglaise en France. Il est le président de la commission des organisateurs de matchs de la Fédération française de boxe en 1912.
Vienne est également journaliste. Il est notamment rédacteur puis directeur de la revue L'Education Physique à partir de 1905.
Mort dans le 15e arrondissement de Paris le 1er mars 1921 , il est inhumé au cimetière du Père-Lachaise à Paris.